# Universidad Estatal Pedagógica de Blagovéshchensk
La Universidad Estatal Pedagógica de Blagovéshchensk (UEPB) (en ruso: Благовещенский государственный педагогический университет имени М. И. Калинина) es una universidad rusa ubicada en la ciudad de Blagovéshchensk, en el Óblast de Amur, en Rusia.

## Introducción
La UEPB fue fundada en 1930 y es una de las instituciones educativas más antiguas del Extremo Oriente ruso. Actualmente hay más de 400 miembros de la facultad y cerca de 6.000 estudiantes repartidos en diez departamentos y en 35 especialidades. La universidad ofrece 14 cursos de posgrado. La biblioteca de la universidad era la única biblioteca científica de la región del Amur antes de 1955. Actualmente tiene más de 600.000 copias. Hay seis salas de lectura que pueden acomodar a unas 600 personas. En el año 2004 con la ayuda del instituto de Heihe, la biblioteca inauguró una aula de estudios chinos, donde los estudiantes pueden leer los diarios chinos, ver películas chinas, y practicar sus habilidades de pronunciación. Hay 19 clases de informática con acceso a Internet y equipo multimedia moderno. La UEPB tiene su propia oficina, una imprenta, un laboratorio científico, y un centro de investigación: un laboratorio de análisis de substancias químicas, un laboratorio de estudios modernos tecnológicos, un centro de estudio medioambiental, un museo arqueológico, un centro de lingüística y comunicación, y un laboratorio de entomología. La universidad ha establecido un fuerte vínculo con diversas universidades rusas y centros de investigación: La Universidad Estatal de Moscú, la Universidad Estatal Pedagógica de Moscú, la Universidad Estatal del Lejano Oriente, y otras facultades.

## Cooperación internacional
La UEPB mantiene unas sólidas relaciones con muchas instituciones educativas chinas: El Instituto de Heihe, la Universidad de Changchún, la Universidad Pedagógica de Harbin, la Universidad de Economía y Finanzas del Lejano Oriente, el Instituto Pedagógico de Daqing, el Instituto Tecnológico de Harbin, y la Universidad del Lenguaje y la Cultura de Pekín, entre otros centros. Hay intercambios regulares de estudiantes y actividades conjuntas culturales, científicas y deportivas. Hay más de 100 estudiantes aprendiendo el idioma ruso en la UEPB cada año. En el año 2009, la UEPB con el apoyo de la Fundación Mundo Ruso (en ruso: Фонд Русский Мир) abrió cinco centros de aprendizaje del idioma ruso, en cinco universidades ubicadas en el Lejano Oriente de China. En el año 2007, el instituto Confucio fue establecido en la UEPB, actualmente es uno de los mayores centros de Rusia. La UEPB y el instituto de Heihe mantienen un proyecto conjunto de Filología, donde los estudiantes chinos están dos años en Heihe, y luego dos años en Blagovéshchensk. Como resultado de ello, obtienen dos títulos: Un diploma en lengua rusa y otro en lengua china. En febrero del año 2006, la UEPB estableció el centro de pruebas del lenguaje, donde los extranjeros pueden realizar la prueba TORFL (prueba de ruso como lengua extranjera). El certificado emitido es aceptado como prueba de conocimiento del idioma ruso en toda Rusia. La UEPB mantiene unos fuertes lazos científicos y educativos con Europa y los Estados Unidos. En 1996 con la ayuda de la SAIA (el Servicio Alemán de Intercambios Académicos) la universidad estableció el centro Goethe, donde los estudiantes conocen la literatura alemana, atienden a conferencias impartidas por especialistas alemanes y mejoran sus habilidades del idioma alemán. En agosto del año 2005, la UEPB se unió al consorcio de universidades rusas que participan en un proyecto de aprendizaje a distancia iniciado por el Instituto para los Estudios Internacionales de la Universidad Stanford (IEIUS). Los estudiantes rusos aprenden relaciones internacionales, ciencia política, y asuntos medioambientales. Los mejores estudiantes participan en conferencias internacionales anuales de estudiantes. En junio de 2005, la UEPB se convirtió en un miembro de una red de universidades que colaboraba con el departamento de cultura y cooperación de la embajada francesa en Rusia. La UEPB ha establecido un centro de recursos de idioma francés y cultura francesa, que ofrece a los estudiantes y a los profesores ayudas de aprendizaje, e información actualizada sobre los programas educativos y culturales organizados por la embajada francesa. Los estudiantes participan en cursos en China, el Reino Unido, Estados Unidos y Alemania, durante sus vacaciones de verano.